# 12292 Dalton
12292 Dalton este o planetă minoră (asteroid) din centura de asteroizi. A fost descoperită pe 6 iunie 1991 la Observatorul European Austral de Eric Walter Elst și a fost numită după John Dalton. 
Obiectul prezintă o orbită caracterizată de o semiaxă mare de 3,1422301 UAi, o excentricitate de 0,09, o înclinație de 6,20415 ° în raport cu ecliptica.